# Тенинг
Тенинг (њем. Tönning) град је у њемачкој савезној држави Шлезвиг-Холштајн. Једно је од 132 општинска средишта округа Нордфризланд. Према процјени из 2010. у граду је живјело 4.936 становника. Посједује регионалну шифру (AGS) 1054138, NUTS (DEF07) и LOCODE (DE TOE) код.

## Географски и демографски подаци
Тенинг се налази у савезној држави Шлезвиг-Холштајн у округу Нордфризланд. Град се налази на надморској висини од 2 метра. Површина општине износи 44,4 km². У самом граду је, према процјени из 2010. године, живјело 4.936 становника. Просјечна густина становништва износи 111 становника/km².

## Међународна сарадња
| Мјесто    | Држава | Врста сарадње | Од    |
| --------- | ------ | ------------- | ----- |
| Скаербаек | Данска | пријатељство  | 1990. |
| Извор     |        |               |       |